# Nikée van Dijk
Nikée van Dijk (Arnhem, 24 juni 2003) is een Nederlands voetbalspeelster. Ze komt als aanvaller uit voor FC Twente in Vrouwen Eredivisie. Van Dijk staat bekend om haar snelheid, doelgerichtheid en koelbloedigheid voor het doel.

## Clubcarrière
Van Dijk speelde bij het beloftenelftal van sc Heerenveen, en stond sinds het najaar van 2020 onder contract bij het eerste elftal dat in de Vrouwen Eredivisie speelt. Op 6 november 2020 maakte Van Dijk in een uitwedstrijd tegen PEC Zwolle haar debuut voor sc Heerenveen door in de 85ste minuut in te vallen voor Samantha Dewey. In haar eerste seizoen werd ze topscorer van sc Heerenveen (2020-2021). Aan het eind van het eerste seizoen verlengde ze haar contract met drie jaar bij sc Heerenveen. Door enkele blessures kwam Van Dijk in het seizoen 2021-22 minder aan spelen toe, waardoor ze ook het WK onder 19 met Oranje moest missen.
In de zomer van 2022 maakte Van Dijk de overstap naar Oud-Heverlee Leuven, om te spelen voor het kampioenschap van de Super League. Met 18 doelpunten in de competitie werd zij tweede op de topscorerslijst van België. OHL eindigde als tweede, achter kampioen RSC Anderlecht.
Vanaf het seizoen 2024/25 is Van Dijk teruggekeerd naar Nederland. Ze tekende op 23 april 2024 een tweejarig contract bij FC Twente. Bij haar debuut in de Vrouwen Eredivisie voor de Tukkers wist Van Dijk gelijk tweemaal tot scoren te komen in een uitwedstrijd tegen Fortuna Sittard. Ook wist ze zich met FC Twente te plaatsen voor de groepsfase van de Champions League. In een thuiswedstrijd tegen Chelsea FC maakte Van Dijk haar eerste doelpunt in het miljardenbal. Op 27 januari 2025 had Van Dijk een hoofdrol in een uitwedstrijd tegen FC Utrecht waarin ze in blessuretijd tweemaal tot scoren kwam en daarmee haar ploeg van een 1-0 achterstand naar een 2-1 overwinning bracht.

## Statistieken
| Seizoen | Club                | Competitie         | Competitie | Competitie | Beker | Beker | Champions League | Champions League | Overig | Overig | Totaal | Totaal |
| Seizoen | Club                | Competitie         | Wed.       | Dlp.       | Wed.  | Dlp.  | Wed.             | Dlp.             | Wed.   | Dlp.   | Wed.   | Dlp.   |
| ------- | ------------------- | ------------------ | ---------- | ---------- | ----- | ----- | ---------------- | ---------------- | ------ | ------ | ------ | ------ |
| 2020/21 | sc Heerenveen       | Vrouwen Eredivisie | 15         | 7          | 1     | 0     | -                | -                | 4      | 0      | 20     | 7      |
| 2021/22 | sc Heerenveen       | Vrouwen Eredivisie | 18         | 0          | 1     | 0     | -                | -                | 0      | 0      | 19     | 0      |
| 2022/23 | Oud-Heverlee Leuven | Super League       | 12         | 18         | 0     | 0     | -                | -                | 0      | 0      | 12     | 18     |
| 2023/24 | Oud-Heverlee Leuven | Super League       | 13         | 19         | 3     | 7     | -                | -                | 0      | 0      | 16     | 26     |
| 2024/25 | FC Twente           | Vrouwen Eredivisie | 21         | 9          | 3     | 1     | 8                | 4                | 3      | 4      | 35     | 18     |
| Totaal  | Totaal              | Totaal             | 80         | 56         | 8     | 9     | 8                | 4                | 3      | 4      | 99     | 72     |

Bijgewerkt t/m 14 juli 2025.

## Interlandcarrière
Van Dijk maakte op 22 oktober 2019 haar debuut voor Oranje O17.
1 De Jong ·
2 Everaerts ·
4 Carleer ·
5 Knol ·
6 Groenewegen ·
7 Hulst ·
8 Van Ginkel ·
9 Ravensbergen ·
10 Van Dooren ·
11 Tuin ·
12 Vliek ·
14 Rijsbergen ·
15 Diekman ·
16 Lemey ·
17 Andradóttir ·
18 Te Brake ·
19 Proost ·
20 Van Dijk ·
21 Oude Elberink ·
22 Bussman ·
23 Verdaasdonk ·
24 Galic ·
25 Van der Vegt ·
26 Vissers ·
29 Ivens ·
Coach: Pot
· Assistent-coach: Bakker